# Гуго Великий (граф Вермандуа)
Гуго Великий (фр. Hugues le Grand), или Гуго де Вермандуа (фр. Hugues de Vermandois; 1057 — 18 октября 1102, Тарсус) — французский принц, граф де Вермандуа и де Валуа примерно с 1080 года, второй сын короля Франции Генриха I и Анны Ярославны. Основатель второго Дома Вермандуа. Гуго был одним из вождей Первого крестового похода.

## Биография

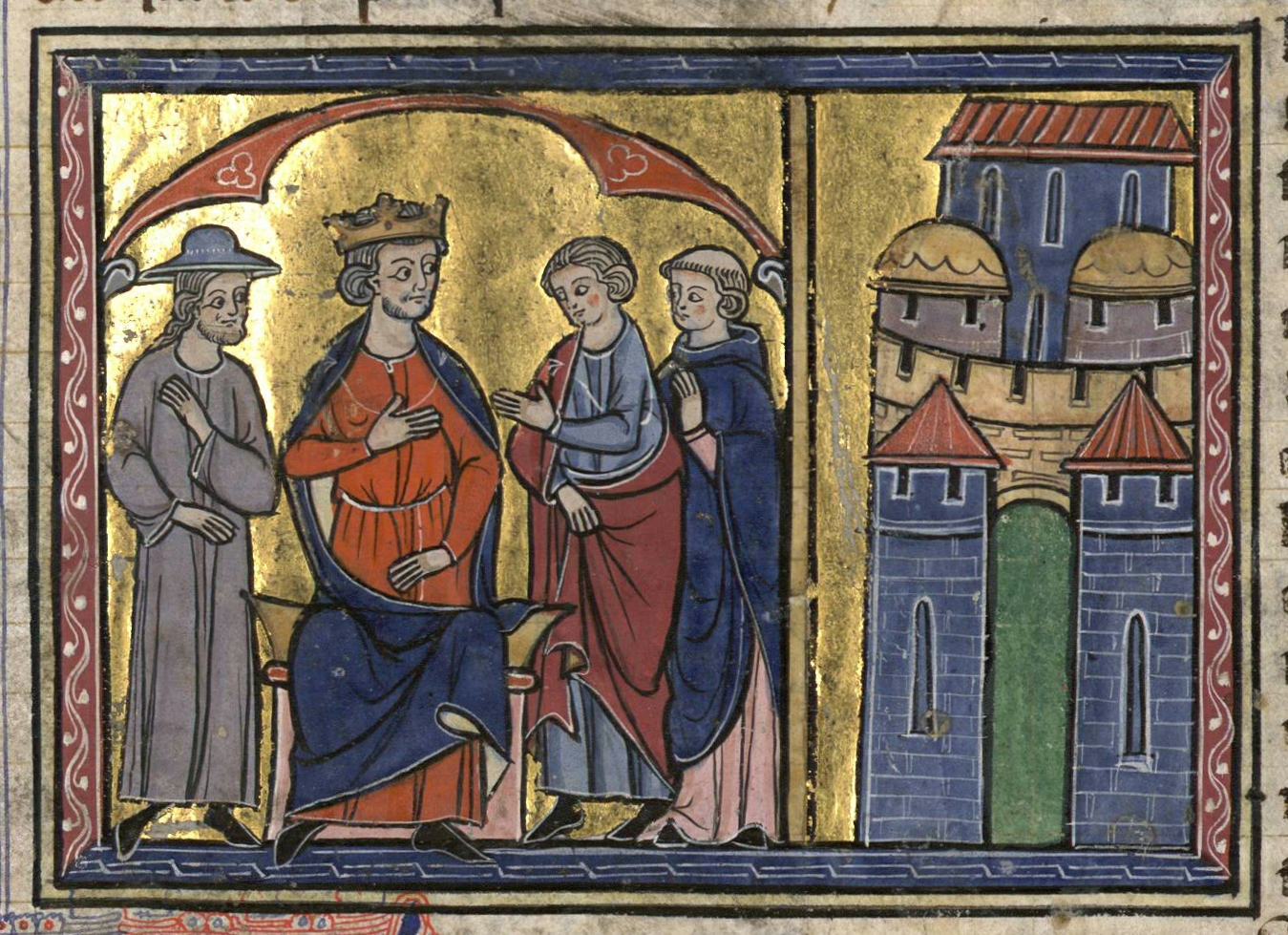
Император Алексей I Комнин принимает Гуго Вермандуа

Гуго был вторым из выживших сыновей, родившимся во втором браке французского короля Генриха I и киевской принцессы Анны Ярославны. Он был младшим братом французского короля Филиппа I.
Гуго женился на Аделаиде, дочери и наследнице Герберта IV, графа де Вермандуа, де Валуа и де Крепи, благодаря чего примерно в 1080 году вместе с женой унаследовал графства Вермандуа и Валуа, став основателем отдельной ветви Капетингов (дома Вермандуа).
В августе 1096 года Гуго стал одним из вождей Первого крестового похода, возглавив французскую армию, собранную его братом, королём Филиппом I. При переправе из итальянского города Бари в Грецию потерпел кораблекрушение и выброшен вблизи города Диррахия. Его подобрали и в сопровождении почетного эскорта препроводили в Константинополь, где он вынужденно принёс ленную присягу императору Алексею Комнину. Показал затем чудеса храбрости в сражении при Дорилее, но в 1098 году, ещё до взятия Иерусалима, вернулся из Антиохии во Францию. В 1101 году вновь принял участие в Крестовом походе ради исполнения данного обета; при поражении, которое потерпело войско крестоносцев в Каппадокии, Гуго был ранен и умер 18 октября 1102 года.

## Семья
Жена: после 1067 Аделаида де Вермандуа (около 1065 — 28 сентября 1120/1124), графиня де Вермандуа, де Валуа и де Крепи примерно с 1080 года, дочь Герберта IV, графа де Вермандуа, де Валуа и де Крепи, и Аделаиды де Валуа. Дети:
- Маго (Матильда) де Вермандуа (умерла после 1130);  муж: с 1090 года 'Рауль I[фр.]' (умер около 1130), сеньор де  де Божанси[2].
- Агнес де Вермандуа (около 1085 — после 1127); муж: Бонифаций ди Салуццо (около 1060 — 1127/1135), маркиз дель Васто и Восточной Лигурии[2].
- Констанция де Вермандуа (умерла 2 февраля после 1126/1128); муж: примерно с 1102 Жоффруа (умер 13 апреля после 1132), виконт де Ла Ферте-Анкуль[2].
- Изабелла (Елизавета) (до 1088 — 17 февраля 1131); 1-й муж: примерно с 1096 года Робертом де Бомон (около 1046 — 5/6 июня 1118) граф Мёлана с 1081 года, сеньор де Бомон-ле Роже и де Понт-Одемер примерно с 1090 года, 1-й граф Лестер с 1107 года; 2-й муж: с 1118 Уильям де Варенн (умер в 1138), 2-й граф Суррей с 1088 года[2].
- Рауль I Храбрый (около 1094 — 13 октября 1152), граф де Вермандуа с 1102 года[2].
- Генрих де Вермандуа (умер в 1130), сеньор де Шомон-ан-Вексен[2].
- Симон[фр.] (умер 10 февраля 1148), епископ Турне и Нуайона[фр.] в 1123—1148 года, епископ Нуайона с 1148 года[2].
- Беатрис де Вермандуа (умерла после 1144); муж: Гуго IV (умер в 1180), сеньор де Гурне-ан-Бре[2].